# Sumitomo Mitsui Financial Group
Sumitomo Mitsui Financial Group (яп. 株式会社三井住友フィナンシャルグループ) — велика японська банківська корпорація, яка була заснована в 2002 році Sumitomo Mitsui Banking Corporation, другим за величиною банком Японії. SMFG має у своєму розпорядженні активи на суму $ 1,3 трильйонів, будучи однією з найбільших компаній в кейрецу Sumitomo Group. Центральний офіс розташований у районі Тійода (Токіо). Основні конкуренти — Mitsubishi UFJ Financial Group і Mizuho Financial Group. Компанія займає 189 місце в списку Fortune Global 500 (2011 рік).

## Дочірні компанії
- Sumitomo Mitsui Banking Corporation (SMFG володіє всім пакетом акцій банку)
- SMFG Card & Credit Co., Ltd.
- Sumitomo Mitsui Finance and Leasing Company, Limited
- The Japan Research Institute, Limited
- SMBC Friend Securities Co., Ltd.
- Daiwa SB Investments Ltd.
- Daiwa Securities SMBC Co., Ltd.